# Centro de Alto Rendimiento Musical
El Centro de Alto Rendimiento Musical (CARM) es un centro de enseñanza musical e interpretación ubicado en Madrid (España) que aúna los estudios de música para niños y adultos bajo la tutela de una universidad privada, la Universidad Alfonso X el Sabio.

## Historia
El CARM abrió sus puertas en septiembre de 2014 respaldado por la Facultad de Música y Artes Escénicas de la Universidad Alfonso X el Sabio.   
Se introduce la técnica del Mago Diapasón en septiembre de 2015 como método de enseñanza de estimulación creativa musical para niños, impartido por la pedagoga Paqui Castro.

## Instalaciones
- Un edificio de 11.000 metros cuadrados dedicado a la práctica instrumental
- Aulas insonorizadas y cabinas de estudio para el desarrollo de la formación de los estudiantes
- Auditorio
- Aula informática musical
- Biblioteca

## Estudios
En el centro docente se imparten clases de todas las especialidades instrumentales tanto de música clásica como de música moderna, dirigidas por músicos profesionales en equipos pedagógicos que marcan una misma línea de trabajo técnico e interpretativo. 
La filosofía del centro es favorecer el trabajo en equipo y valorar el esfuerzo en la consecución de un objetivo común.

### Especialidades instrumentales
- Música clásica: Piano, viola, contrabajo, clarinete, trompeta, fagot, tuba-bombardino, guitarra, violín, chelo, flauta, oboe, trompa, trombón, saxofón, percusión.
- Música moderna: Piano, saxo, guitarra eléctrica, flauta, batería, trompeta, contrabajo, trombón, teclados, guitarra, guitarra flamenca, percusión, cajón, voz, bajo eléctrico.

## Profesorado
El elenco de profesores del centro consta de más de 120 músicos, concertistas e intérpretes de música clásica y música moderna, como el violonchelista Asier Polo, el trompetista español Manuel Blanco, Alberto Urroz, Venancio Rius o Frederieke Saeijs.